# Società Filosofica Italiana
La Società Filosofica Italiana (acronimo SFI) è un'associazione scientifica e culturale nazionale, senza fini di lucro, con sede sociale presso il Dipartimento di Studi Filosofici ed Epistemologici, Università degli Studi di Roma "La Sapienza" e con sezioni locali nelle principali località e regioni italiane, costituita da studiosi della ricerca filosofica, da insegnanti di filosofia delle università e delle scuole secondarie o da cultori della filosofia.
La SFI si propone:
La SFI nacque nel 1906 durante il I congresso nazionale di filosofia promosso dal matematico Federigo Enriques a Bologna e dal 1907 ebbe come organo di stampa la Rivista di filosofia (fondata da Enriques assieme a Giuseppe Bruni, Antonio Dionisi, Eugenio Rignano e Andrea Giardina).
Nel 1926, in seguito allo scioglimento del "VI Congresso Nazionale di Filosofia" presieduto da Piero Martinetti, che una lettera al rettore Luigi Mangiagalli protestò "in nome della libertà degli studi e della tradizione italiana contro un atto di violenza che impedisce l'esercizio della discussione filosofica ed invano pretende di vincolare la vita del pensiero.", la SFI si allineò interamente alla politica culturale del Fascismo. Nel 1931 vi fu il riconoscimento ufficiale dell'Associazione, con il decreto governativo del 21 giugno, e con la concessione di un organismo periodico di visibilità: l'Archivio di Filosofia. L'attività in  relativa autonomia fu poi del tutto chiusa nel 1939, quando il regime decretò per la SFI l'assorbimento, con la sua rivista, nell'Istituto di Studi Filosofici, fondato lo stesso anno da Enrico Castelli,  che la inglobò col nome di Associazione filosofica italiana.
In occasione del XVI congresso nazionale di filosofia di Bologna nel 1953 fu rifondata come libera associazione ed è stata riconosciuta come dotata di personalità giuridica nel 1992.
L'associazione pubblica con cadenza quadrimestrale un Bollettino della Società Filosofica Italiana e dal 1997 la rivista telematica Comunicazione Filosofica.
L’Associazione ha celebrato il primo centenario della sua costituzione con il Congresso straordinario su “La Filosofia italiana oggi”, tenutosi a Roma 19 e 20 ottobre 2006 nella sala “Pietro da Cortona” del Palazzo dei Conservatori del Campidoglio, con il patronato ed il messaggio del Presidente della Repubblica Giorgio Napolitano.
L'associazione è incaricata dal Ministero della Pubblica Istruzione di organizzare corsi di aggiornamento per insegnanti e si fa promotrice, in accordo con lo stesso ministero, delle annuali  "Olimpiadi nazionali ed internazionali di filosofia", arrivate nel 2013 alla XXI edizione, aperte agli studenti e alle studentesse della scuola secondaria superiore.
Al 2025 la presidente, dopo 120 anni, è stata di nuovo una donna, Clementina Cantillo, nipote di Pino Cantillo.